# 76天
《76天》（英語：76 Days）是2020年美国纪录片，由吴皓、陈玮曦和佚名执导，于2019冠状病毒病疫情爆发初期拍摄。影片捕捉了武汉市因疫情封城期间的社会百态。影片于2020年9月14日在多伦多国际电影节全球首映，收获好评。之后由MTV纪录片于2020年12月4日在美国发行。

## 制作
2020年2月，武汉刚封城，影片的拍摄工作就在武汉的四家医院武汉协和医院、武汉同济医院、武汉红十字会医院和武汉市儿童医院进行。封城期间，各医院只允许病人、医护人员和记者进入，少数几家医院只批准官方严格批准的记者和摄影团队进入。然而，并非所有医院在封城由始至终都采取严格的管控措施，最开始形势严峻混乱的时候，医疗物资严重短缺，许多医院实际上欢迎媒体采访，以此寻求帮助。中国其他地方的部分医疗团队驰援武汉的过程也开放拍摄，一部分原因，是他们希望自己在这一历史性时刻的影响能够留存下来。
2月中旬，吴皓正计划为美国一家电视台拍摄关于疫情的纪录片，于是找来两位合作导演。三人于2月初便开始在武汉城内进行拍摄。他们会在线上分享原片，商讨拍摄策略。然而到了3月底，由于地缘政治上的紧张局势日益加剧，中国大幅度收紧媒体对疫情的报道，因此两名导演决定暂停和吴皓合作。吴皓利用在亚特兰大接受隔离检疫及电视台取消这个项目的时候，剪辑另外两位导演的片段。完成粗剪后，他立马联系了两位导演，两人最终同意和他完成影片。
和片中的医护人员一样，陈玮曦和吴皓每天都要穿着全套防护装备，这套衣服穿起来很不舒服，会阻碍呼吸，他们有好几次都觉得不舒服。一旦进入污染区，他们就要一次待四个小时，不能休息上厕所，和医生护士一样。每天晚上结束拍摄，他们都要全身消毒，才回到为前线人员安排的酒店单独休息。拍摄团队在封城期间都是身心交瘁的。
随着社会秩序的逐渐恢复，武汉最终于4月8日正式解封。

## 发行
影片于2020年9月14日在多伦多国际电影节首映。不久后，MTV纪录片买下影片美国发行权。2020年10月16日，影片在美国电影学会试映。12月4日，影片在美国上映。

## 評價
汇总媒体烂番茄根据101条评论打出100%的新鲜度，平均得分8.0/10。网站共识写道：“《76天》原始、纪实性地回顾2019冠状病毒病疫情初期武汉市医院的日常，是一部引人入胜、强有力的纪录片，是一副令人出奇地感到舒适的肖像画”，本片亦成為該網站罕見的爛蕃茄100%新鮮度電影名單之一。Metacritic评论24条，平均得分84/100，表示“普遍好评”。